# スキャットダディ
スキャットダディ（英：Scat Daddy）は、アメリカ合衆国の競走馬、種牡馬。主な勝ち鞍は2007年のフロリダダービー(GI)、2006年のシャンペンステークス(GI)。
日本に輸入されたヨハネスブルグが米国に残した代表産駒で、種牡馬としても2018年のアメリカクラシック三冠馬ジャスティファイを筆頭に多くの活躍馬を送り出した。

## 競走馬時代
ケンタッキー州でアクセル・ウェンド（Axel Wend）により生産され、1歳の時に25万ドルでジェームズ・スキャットゥオーシオ（James Scatuorchio）によって購入される。その後、クールモアグループのマイケル・テイバー（Michael Tabor）、デリック・スミス（Derrick Smith）を加えた3名による共同所有となる。
名門トッド・プレッチャー厩舎に入り、2歳時にシャンペンステークス(GI)に優勝する。3歳時にはフロリダダービー(GI)を制覇し、ケンタッキーダービー(GI)にも有力馬の一頭として挑むが、レース中に軽度の腱損傷を負った影響でストリートセンスの18着に沈み、このレースを最後に現役を引退した。

### 競走成績
以下の内容は、EQUIBASEの情報に基づく。
| 出走日     | 競馬場                 | 競走名                             | 格 | 距離   | 着順 | 騎手           | 着差      | 1着（2着）馬          |
| ---------- | ---------------------- | ---------------------------------- | -- | ------ | ---- | -------------- | --------- | --------------------- |
| 2006.06.03 | ベルモントパーク       | 未勝利                             |    | ダ5.5f | 1着  | J.ヴェラスケス | 5馬身1/4  | （Trip to the Bank）  |
| 0000.07.27 | サラトガ               | サンフォードステークス             | G2 | ダ6f   | 1着  | J.ヴェラスケス | クビ      | （Teflesberga）       |
| 0000.09.04 | サラトガ               | ホープフルステークス               | G1 | ダ7f   | 2着  | J.ヴェラスケス | 4馬身1/4  | Circular Quay         |
| 0000.10.14 | ベルモントパーク       | シャンペンステークス               | G1 | ダ8f   | 1着  | J.ヴェラスケス | 3/4馬身   | （Nobiz Like Shobiz） |
| 0000.11.04 | チャーチルダウンズ     | ブリーダーズカップ・ジュヴェナイル | G1 | ダ8.5f | 4着  | J.ヴェラスケス | 15馬身    | Street Sense          |
| 2007.02.03 | ガルフストリームパーク | ホーリーブルステークス             | G3 | ダ8f   | 3着  | J.ヴェラスケス | 2馬身3/4  | Nobiz Like Shobiz     |
| 0000.03.03 | ガルフストリーム       | ファウンテンオブユースS            | G2 | ダ9f   | 1着  | J.ヴェラスケス | ハナ      | （Stormello）         |
| 0000.03.31 | ガルフストリーム       | フロリダダービー                   | G1 | ダ9f   | 1着  | E.プラド       | 1馬身1/4  | （Notional）          |
| 0000.05.05 | チャーチルダウンズ     | ケンタッキーダービー               | G1 | ダ10f  | 18着 | E.プラド       | 38馬身1/2 | Street Sense          |

## 種牡馬時代
2008年にアッシュフォードスタッドで種牡馬入り。初年度の種付け料は3万ドルであった。不況の影響を受け、一時は種付け料が引き下げられたが、2011年に初年度産駒がデビューすると、リーディングフレッシュマンサイアーに輝く。36頭の産駒がステークスウイナーとなるなど目覚ましい活躍を見せた2015年には、翌年から10万ドルに引き上げられることが発表されていた。しかし、2015年12月14日に囲い放牧場から出た際に、突然倒れて急死した。
2018年のケンタッキーダービーには、種牡馬としては1875年および1878年のエンクワイアラー（Enquirer）、1923年のチクル（Chicle）に続いて史上3頭目となる産駒4頭出しを果たす。その中の1頭、ジャスティファイが無敗でのケンタッキーダービー制覇を成し遂げると、プリークネスステークス、ベルモントステークスを連勝して無敗のアメリカクラシック三冠を達成した。
シャトル種牡馬として2008年にはオーストラリアのクールモア牧場、2009年から2011年にかけてはチリのパソネバド牧場で供用され、2013年～2014年にはチリのリーディングサイアーとなっている。
2019年の高松宮記念でミスターメロディが勝利し、日本のGⅠ初制覇を成し遂げた。

### 主な産駒[6]
- 2009年産
  - レディーオブシャムロック（Lady of Shamrock）- 2012年アメリカンオークス、デルマーオークス
  - ハンサムマイク（Handsome Mike）- 2012年ペンシルベニアダービー
- 2011年産
  - ノーネイネヴァー（No Nay Never）- 2013年モルニ賞
  - ダシータ（Dacita）- 2014年アルトゥーロリヨンペーニャ大賞、ポージャデポトランカス大賞、ラスオークス、2016年ダイアナステークス、2017年ビヴァリーD・ステークス
  - イルカンピオーネ（Il Campione）- 2015年エルダービー
- 2012年産
  - セレスティン（Celestine）- 2016年ジャストアゲームステークス
- 2013年産
  - ニックネーム（Nickname）- 2015年フリゼットステークス
  - ハーモナイズ（Harmonize）- 2016年デルマーオークス
- 2014年産
  - カラヴァッジオ（Caravaggio）- 2016年フェニックスステークス・2017年コモンウェルスカップ
  - レディオーレリア（Lady Aurelia）- 2016年モルニ賞、2017年キングズスタンドステークス
  - ダディーズリルダーリン（Daddys Lil Darling）- 2017年アメリカンオークス
- 2015年産
  - スーネーション（Sioux Nation）- 2017年フェニックスステークス
  - メンデルスゾーン（Mendelssohn）- 2017年ブリーダーズカップ・ジュヴェナイルターフ、2018年UAEダービー
  - ミスターメロディ - 2018年ファルコンステークス、2019年高松宮記念
  - ジャスティファイ（Justify）- 2018年サンタアニタダービー、アメリカクラシック三冠
  - コンバタント（Combatant）- 2020年サンタアニタハンデキャップ
- 2016年産
  - スキッタースキャッター（Skitter Scatter）- 2018年モイグレアスタッドステークス
  - ヴァリッドポイント（Valid Point）- 2019年セクレタリアトステークス

### 母の父としての主な産駒
- 2013年産
  - ウィットモア（Whitmore）- 2018年フォアゴーステークス、2020年ブリーダーズカップ・スプリント（父Pleasantly Perfect）
- 2016年産
  - カレンブーケドール - 2019年スイートピーステークス（父ディープインパクト）
- 2017年産
  - ロータスランド - 2021年関屋記念、2022年京都牝馬ステークス（父Point of Entry）
- 2019年産
  - ジョンソンテソーロ - 2024年九州クラウン（父ドゥラメンテ）
- 2020年産
  - セーブザラストダンス（Savethelastdance）- 2023年アイリッシュオークス（父Galileo）
- 2022年産
  - バーナムスクエア（Burnham Square）- 2025年ブルーグラスステークス（父Liam's Map）
  - ランボーン（Lambourn）- 2025年ダービーステークス、アイリッシュダービー（父Australia）

## 血統表
| スキャットダディの血統                    | スキャットダディの血統                               | スキャットダディの血統                               | （血統表の出典）                                     | （血統表の出典） |
| 父系                                      | ストームキャット系                                   | ストームキャット系                                   | ストームキャット系                                   | [ § 2 ]          |
| 父 *ヨハネスブルグ Johannesburg 1999 鹿毛 | 父の父*ヘネシー Hennessy 1993 栗毛                   | Storm Cat                                            | Storm Bird                                           | Storm Bird       |
| 父 *ヨハネスブルグ Johannesburg 1999 鹿毛 | 父の父*ヘネシー Hennessy 1993 栗毛                   | Storm Cat                                            | Terlingua                                            |                  |
| 父 *ヨハネスブルグ Johannesburg 1999 鹿毛 | 父の父*ヘネシー Hennessy 1993 栗毛                   | Island Kitty                                         | Hawaii                                               | Hawaii           |
| 父 *ヨハネスブルグ Johannesburg 1999 鹿毛 | 父の父*ヘネシー Hennessy 1993 栗毛                   | Island Kitty                                         | T. C. Kitten                                         |                  |
| 父 *ヨハネスブルグ Johannesburg 1999 鹿毛 | 父の母Myth 1993 鹿毛                                 | *オジジアン                                          | Damascus                                             | Damascus         |
| 父 *ヨハネスブルグ Johannesburg 1999 鹿毛 | 父の母Myth 1993 鹿毛                                 | *オジジアン                                          | Gonfalon                                             |                  |
| 父 *ヨハネスブルグ Johannesburg 1999 鹿毛 | 父の母Myth 1993 鹿毛                                 | Yarn                                                 | Mr. Prospector                                       | Mr. Prospector   |
| 父 *ヨハネスブルグ Johannesburg 1999 鹿毛 | 父の母Myth 1993 鹿毛                                 | Yarn                                                 | Narrate                                              |                  |
| 母 Love Style 1999 栗毛                   | 母の父Mr. Prospector 1970 鹿毛                       | Raise a Native                                       | Native Dancer                                        | Native Dancer    |
| 母 Love Style 1999 栗毛                   | 母の父Mr. Prospector 1970 鹿毛                       | Raise a Native                                       | Raise You                                            |                  |
| 母 Love Style 1999 栗毛                   | 母の父Mr. Prospector 1970 鹿毛                       | Gold Digger                                          | Nashua                                               | Nashua           |
| 母 Love Style 1999 栗毛                   | 母の父Mr. Prospector 1970 鹿毛                       | Gold Digger                                          | Sequence                                             |                  |
| 母 Love Style 1999 栗毛                   | 母の母Likeable Style 1990 鹿毛                       | Nijinsky                                             | Northern Dancer                                      | Northern Dancer  |
| 母 Love Style 1999 栗毛                   | 母の母Likeable Style 1990 鹿毛                       | Nijinsky                                             | Flaming Page                                         |                  |
| 母 Love Style 1999 栗毛                   | 母の母Likeable Style 1990 鹿毛                       | Personable Lady                                      | No Robbery                                           | No Robbery       |
| 母 Love Style 1999 栗毛                   | 母の母Likeable Style 1990 鹿毛                       | Personable Lady                                      | Porthole                                             |                  |
| 母系(F-No.)                               | 1号族(FN:1-w)                                        | 1号族(FN:1-w)                                        | 1号族(FN:1-w)                                        | [ § 3 ]          |
| 5代内の近親交配                           | Mr. Prospector4×2＝31.25%、Northern Dancer5×4＝9.38% | Mr. Prospector4×2＝31.25%、Northern Dancer5×4＝9.38% | Mr. Prospector4×2＝31.25%、Northern Dancer5×4＝9.38% | [ § 4 ]          |
| 出典                                      | 1. 2. 3. 4.                                          | 1. 2. 3. 4.                                          | 1. 2. 3. 4.                                          | 1. 2. 3. 4.      |

半妹Antipathy（父A.P. Indy）は米G3シュヴィーハンデキャップ勝ち馬で米G1パーソナルエンスンステークスで4着。母Love Styleは未出走。祖母Likeable Styleは米G1ラスヴァージネスステークス勝ち馬。曾祖母Personable Ladyは重賞勝ちこそないものの米G1サンタスサーナステークス（現在のサンタアニタオークス）で2着になった実績がある。ただし祖母・曾祖母ともに他には活躍馬を出しておらず、勢いのある牝系とは言えない。